# Radosław Januszkiewicz
Radosław Stanisław Januszkiewicz (ur. 29 maja 1938 w Pabianicach, zm. 3 stycznia 2022) – polski działacz samorządowy i sportowy, urzędnik, w latach 1972–1981 wiceprezydent, a w latach 1986–1990 prezydent Pabianic.

## Życiorys
W młodości bramkarz sekcji piłkarskiej Pabianickiego Towarzystwa Cyklistów (PTC Pabianice), później zajmował się także dziennikarstwem sportowym w lokalnej prasie. Absolwent II Liceum Ogólnokształcącego w Pabianicach oraz Wydziału Prawa i Administracji Uniwersytetu Łódzkiego. W latach 1969–1972 był dyrektorem Miejskiego Zarządu Budynków Mieszkalnych, później także Rejonowego Przedsiębiorstwa Gospodarki Komunalnej. Działacz Polskiej Zjednoczonej Partii Robotniczej, kierował miejskim komitetem Frontem Jedności Narodu i wchodził w skład miejskiej rady Patriotycznego Ruchu Odrodzenia Narodowego. Od 1972 do 1981 pełnił funkcję wiceprezydenta, a od 1986 do 1990 ostatniego komunistycznego prezydenta Pabianic.
W III RP kontynuował działalność polityczną w ramach Sojuszu Lewicy Demokratycznej. Wybierany do rady miejskiej Pabianic trzech kadencji w 2002, 2006 i 2010. W latach 2002–2006 zajmował stanowisko jej przewodniczącego, a od 2010 do 2014 wiceprzewodniczącego, a od marca 2014 ponownie przewodniczącego. Od 1994 do 1997 prowadził własną działalność gospodarczą, później przeszedł na emeryturę. Kierował radą nadzorczą Banku Spółdzielczego PA-CO-BANK, był także prezesem Pabianickiego Towarzystwa Cyklistów.
Dwukrotnie odznaczony Złotym Krzyżem Zasługi (po raz drugi w 1997 za zasługi w działalności społecznej). W 2009 wyróżniony tytułem honorowego obywatela Pabianic. 12 stycznia 2022 pochowany na cmentarzu katolickim w Pabianicach.